# Киштарча
Киштарча (мађ. Kistarcsa) град је у Мађарској. Киштарча је значајан град у оквиру жупаније Пешта, а истовремено и важно предграђе престонице државе, Будимпеште.
Киштарча има 10.986 становника према подацима из 2009. године.

## Географија
Град Киштарча се налази у северном делу Мађарске. Од престонице Будимпеште град је удаљен 20 километара источно. Град се налази у северном делу Панонске низије.

## Становништво
По процени из 2017. у граду је живело 12645 становника.
| 1990. | 2001. | 2011.  | 2017.  |
| ----- | ----- | ------ | ------ |
| 8.847 | 9.198 | 11.953 | 12.645 |

## Галерија
- Споменик у насељу
- Споменик у насељу